# Graphocephala edwardsii
Graphocephala edwardsii är en insektsart som beskrevs av Victor Antoine Signoret 1855. Graphocephala edwardsii ingår i släktet Graphocephala och familjen dvärgstritar. Inga underarter finns listade i Catalogue of Life.